# Мъжки национален отбор по волейбол на Иран
Мъжкият национален отбор по волейбол на Иран е един от добрите волейболни отбори в Азия и света, редовен участник в континенталните и световни първенства по волейбол. Отборът има две участия на олимпийски игри. През 2009 година тимът попада в 30-те най-добри отбори в света в ранглистата на международната волейболна федерация. Иран e шампион на Азия по волейбол четири пъти.

## Олимпийски игри
| Игри                | Държава | Класиране     | Място         | М             | П             | З             | СГ            | ЗГ            |
| ------------------- | ------- | ------------- | ------------- | ------------- | ------------- | ------------- | ------------- | ------------- |
| 1964 Токио          |         | не се класира | не се класира | не се класира | не се класира | не се класира | не се класира | не се класира |
| 1968 Мексико        |         | не се класира | не се класира | не се класира | не се класира | не се класира | не се класира | не се класира |
| 1972 Мюнхен         |         | не се класира | не се класира | не се класира | не се класира | не се класира | не се класира | не се класира |
| 1976 Монреал        |         | не се класира | не се класира | не се класира | не се класира | не се класира | не се класира | не се класира |
| 1980 Москва         |         | не се класира | не се класира | не се класира | не се класира | не се класира | не се класира | не се класира |
| 1984 Лос Анджелис   |         | не се класира | не се класира | не се класира | не се класира | не се класира | не се класира | не се класира |
| 1988 Сеул           |         | не се класира | не се класира | не се класира | не се класира | не се класира | не се класира | не се класира |
| 1992 Барселона      |         | не се класира | не се класира | не се класира | не се класира | не се класира | не се класира | не се класира |
| 1996 Атланта        |         | не се класира | не се класира | не се класира | не се класира | не се класира | не се класира | не се класира |
| 2000 Сидни          |         | не се класира | не се класира | не се класира | не се класира | не се класира | не се класира | не се класира |
| 2004 Атина          |         | не се класира | не се класира | не се класира | не се класира | не се класира | не се класира | не се класира |
| 2008 Пекин          |         | не се класира | не се класира | не се класира | не се класира | не се класира | не се класира | не се класира |
| 2012 Лондон         |         | не се класира | не се класира | не се класира | не се класира | не се класира | не се класира | не се класира |
| 2016 Рио де Жанейро |         | Четвъртфинали | 5-о място     | 6             | 2             | 4             | 8             | 12            |
| 2020 Токио          |         | Първи етап    | 9-о място     | 5             | 2             | 3             | 9             | 11            |
| 2024 Париж          |         | не се класира | не се класира | не се класира | не се класира | не се класира | не се класира | не се класира |
| Общо                | Общо    | 2/16          | 2/16          | 11            | 4             | 7             | 17            | 23            |